# بينوكيو (فلم 2022)
بينوكيو (بالإنجليزية: Pinocchio) هو فيلم خيالي موسيقي أمريكي لعام 2022، من إخراج روبرت زيميكس، من سيناريو وتأليف زيميكس وكريس ويتز، من إنتاج شركة والت ديزني بيكتشرز، وهو مقتبس من فيلم الرسوم المتحركة لعام 1940 (بينوكيو)، والذي يستند إلى كتاب (مغامرات بينوكيو) عام 1883، للكاتب الإيطالي كارلو كولودي.

## الأصوات
- بنيامين إيفان أينسوورث في دور بينوكيو.[2]
- جوزيف غوردون-ليفيت بدور جيميني كريكيت.[2]
- Keegan-Michael Key في دور جون، وهو ثعلب أحمر مخادع مجسم.[2]
- لورين براكو بدور صوفيا.[2]

## روابط خارجية
- مقالات تستعمل روابط فنية بلا صلة مع ويكي بيانات